# Doyagouiné
Doyagouiné est un village du peuple Dan, situé dans la sous-préfecture  de Bogouiné dans la région du Tonpki, affilié au département de Man.

## Géographie
Le village Doyagouiné se trouve dans la zone Ouest de la Côte d'Ivoire, se dénombre avec les quinze villages de la  sous-préfecture de Bogouiné,. Faisant partie de la région du Tonkpi, précisément dans le district des Montagnes. Il a été chiffré en 2014 par le recensement général de la population de l'habitat avec une population de 688 habitants. D'après le recensement conduit par l'Institut national de la statistique.